# 劉澍 (順治進士)
劉澍，京師順天府永清縣（今河北省永清縣）人，清朝政治人物、進士出身。

## 生平
明崇禎十五年（1642年）壬午科順天鄉試舉人，清順治三年（1646年），登丙戌科進士。順治八年（1651年），任工部屯田清吏司主事。后升任工部虞衡司員外郎。順治十二年，督理江南蘆政。后升任工部郎中。次年改江南安盧道僉事；次年改陝西洮岷道僉事。后任河南按察司僉事、管河道專管修河事務。